# أودي إيه8
أودي A8 (بالإنجليزية: Audi A8)‏ هي سيارة سيدان فاخرة بأربعة أبواب، بالحجم الكامل تم تصنيعها وتسويقها من قبل شركة صناعة السيارات الألمانية أودي منذ عام 1994. بعد أودي V8، والآن في جيلها الرابع، تم تقديم سيارة A8 بكل من السيارة الأمامية أو الدائمة. - الدفع بالعجلات - وفي متغيرات قاعدة العجلات القصيرة والطويلة. استخدم الجيلين الأولين منصة مجموعة فولكس فاجن د، والجيل الحالي مشتق من منصة MLB. بعد إطلاق الطراز الأصلي عام 1994، أصدرت أودي الجيل الثاني في أواخر عام 2002، والثالث في أواخر عام 2009، والرابع والتكرار الحالي في عام 2017.
تشتهر بكونها أول سيارة في السوق الشامل بهيكل من الألومنيوم، وقد استخدمت جميع طرازات A8 طريقة البناء هذه التي تم تطويرها بالاشتراك مع الكوا وتم تسويقها على أنها أودي الفضائية.
ظهرت نسخة عالية الأداء مطورة ميكانيكياً من A8 في عام 1996 باسم أودي S8. تم إنتاج S8 حصريًا في مصنع أودي نيكارسولم، وهو مزود بشكل قياسي بنظام أودي كواترو للدفع الرباعي، ومتوفر في شكل قاعدة عجلات قصيرة وطويلة.

## الجيل الأول (D2، النوع 4D ،1994-2002)
وقع فرديناند بيتش اتفاقية مع شركة ألمنيوم الأمريكية، في عام 1982. كان الهدف هو تصميم وتطوير سيارة أخف وزناً بكثير من أي سيارة أخرى في فئتها (للتعويض عن حقيقة أن نظام الدفع الرباعي القياسي كان أثقل بحوالي 100 كجم (220 رطلاً) من نظام الدفع الخلفي للمنافسين). في أواخر الثمانينيات، تقرر أن تكون السيارة المستهدفة خليفة للمركبة الرئيسية V8 (Typ 4C) التي تم تقديمها في عام 1988. بحلول عام 1990، تم اختيار التصميم النهائي لكريس بيرد وديرك فان بريكيل وتجميده للإنتاج المتسلسل في منتصف 1991. في سبتمبر 1993، تم الكشف عن مفهوم إطار أودي الفضائي في معرض فرانكفورت للسيارات 1993 (IAA) كنموذج أولي D2 Typ 4D من الألمنيوم المصقول. بدأ الإنتاج التجريبي في ديسمبر 1993 وانتهى التطوير في أوائل عام 1994، بتكلفة إجمالية قدرها 700 مليون دولار (418.1 مليون جنيه إسترليني).

### المقدمة
تم تقديم أودي إية 8 من النوع (4D) في فبراير 1994 وظهرت لأول مرة في معرض جنيف للسيارات 1994 في مارس، مع بدء إنتاج المصنع على نطاق واسع في يونيو 1994، على الرغم من أنه لم يكن حتى أكتوبر 1996، عام 1997 الذي أصبح متاحًا في أمريكا الشمالية. على عكس سابقتها، طراز أوديس في8، الذي تم بناؤه على منصة فولاذية، ظهرت أودي إية 8 لأول مرة على منصة فولكس فاجن جروب D2 الجديدة آنذاك، وهي عبارة عن لوحة أحادية الألومنيوم بالكامل، تم تسويقها باسم "إيطار أودي الفضائي)، مما ساعد لتقليل الوزن والحفاظ على صلابة الهيكل. تم تقديم الصالون / السيدان في كل من A8 (قاعدة العجلات القياسية)، وإصدار A8 L الممتد أو ذو قاعدة العجلات الطويلة (LWB). يضيف A8 L 5 بوصات (127 ملم) من حيز الأرجل في الخلف. تضمنت التحديثات على السيارة في عام 1997 إضافة ستة وسائد هوائية داخلية. تم تصميم A8 كمنافس لمنافسين ألمان مثل مرسيدس بنز إس كلاس وبي إم دبليو الفئة السابعة.
في عام 1997، قدمت أودي أول سلسلة إنتاج للتحكم الإلكتروني بالثبات (ESP) للمركبات ذات الدفع الرباعي (أودي A8 وأودي A6) - أول سيارات إنتاج في العالم مزودة بوسائد هوائية أمامية وخلفية. لعام 1997، كان A8 الجديد متاحًا إما بنظام الدفع بالعجلات الأمامية (FWD)، أو بنظام الدفع الرباعي الدائم القائم على تورسين. يتم تشغيل طرازات FWD بمحرك V6 سعة 2.8 لتر، ينتج 142 كيلو واط (193 حصانًا، 190 حصانًا)، ومحرك V8 سعة 3.7 لتر ينتج 169 كيلو واط (230 حصانًا، 227 حصانًا)، بينما تلقى كواترو 4.2 لترًا. محرك V8 بقوة 221 كيلوواط (300 حصان 296 حصان).
يتوفر A8 بوسائل راحة قياسية فاخرة، بما في ذلك التحكم في المناخ لمنطقتين، وتطعيمات داخلية من الخشب والجلد، ومقاعد قابلة للتدفئة يمكن ضبطها على 14 وضعًا، ونظام صوتي محسّن من بوس.
تلقت سيارة أودي الرائدة وسائد هوائية جانبية وستائر وألوان جديدة وإعادة هيكلة حزم الخيارات، في عام 1999. أضافت «حزمة الطقس الدافئ» في أمريكا الشمالية فتحة سقف شمسية تسمح بتشغيل مراوح التهوية الداخلية، مما يحافظ على برودة الداخل بينما تكون السيارة متوقفة مع إيقاف تشغيل المحرك. تضمنت التغييرات التي تم إجراؤها على جميع الطرازات مرآة أكبر على جانب الراكب ومجموعة إسعافات أولية موجودة في مسند الذراع الخلفي الأوسط.
بالنسبة لعام 2000، تم تقديم تصميم ثانوي للواجهة الأمامية، مع مصابيح أمامية جديدة وأكبر وواضحة وشبكة معدلة وستارة أمامية منخفضة مع مصابيح ضباب قياسية وذلك في عام 1999. في الداخل، تلقت المقاعد نمط غرزة أفقي جديد. أيضًا، تم إسقاط طراز V8 FWD سعة 3.7 لتر، تاركًا طراز 2.8 V6 وقاعدة العجلات الطويلة وقاعدة العجلات القصيرة 4.2 لتر كواترو. تتميز هذه السيارات المعاد تصميمها أيضًا بمقابض أبواب خارجية معدلة وراديو متكامل.
تم توسيع تشكيلة A8 في أمريكا الشمالية لتشمل A8 L، في عام 2000. في عام 2001، قدمت أودي محركها الجديد W12، وهو وحدة مدمجة سعة 6.0 لترات تم تطويرها عن طريق التزاوج الفعال بين محركي VR6 معًا في العمود المرفقي. سرعان ما أصبح المحرك متاحًا في A8، على الرغم من أنه يقتصر على العملاء الأوروبيين والآسيويين. منذ طرحها حتى توقفها في عام 2003، تم إنتاج 750 فقط من طراز D2 "W12". شهد عام 2001 أيضًا ظهور متغير S8 عالي الأداء في أسواق أمريكا الشمالية.
تلقى A8 L مصابيح أمامية قياسية بمصباح زينون عالي الكثافة (HID)، وعجلة قيادة مُدفأة، في عام 2002. تمت إضافة نظام مراقبة ضغط الإطارات (TPMS)، واستريوسينفوني 2 محدث، وألوان خارجية جديدة. بالنسبة لعام 2002، تلقت جميع طرازات A8 ذراع تحرير داخلي للصندوق / صندوق الأمتعة لتسهيل الهروب في حالة وقوع الفرد في شرك.
توقف إنتاج المصانع من هذا الجيل عند رقم 105,092 في 4 أغسطس 2002.

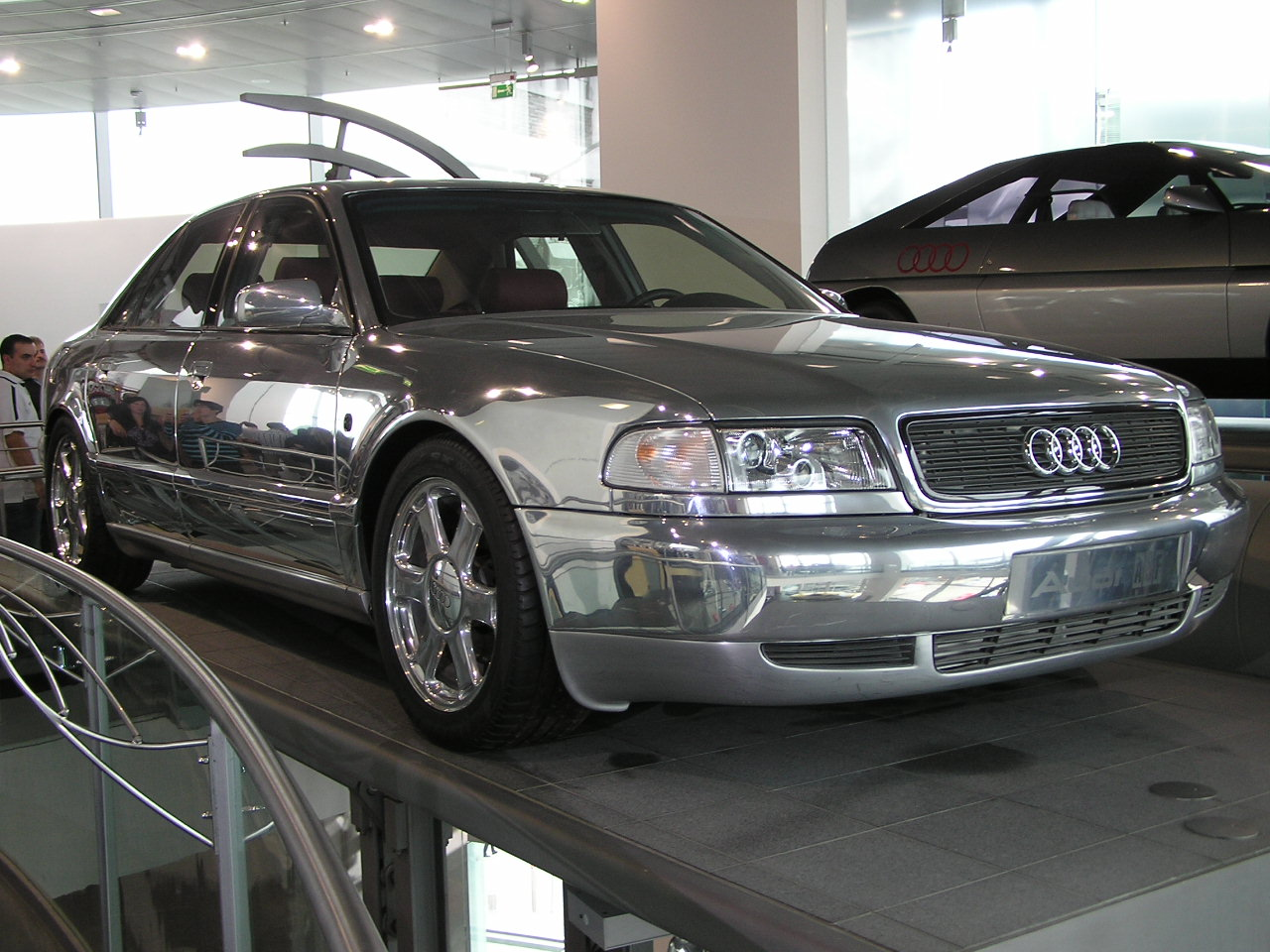
إيطار أودي الفضائي
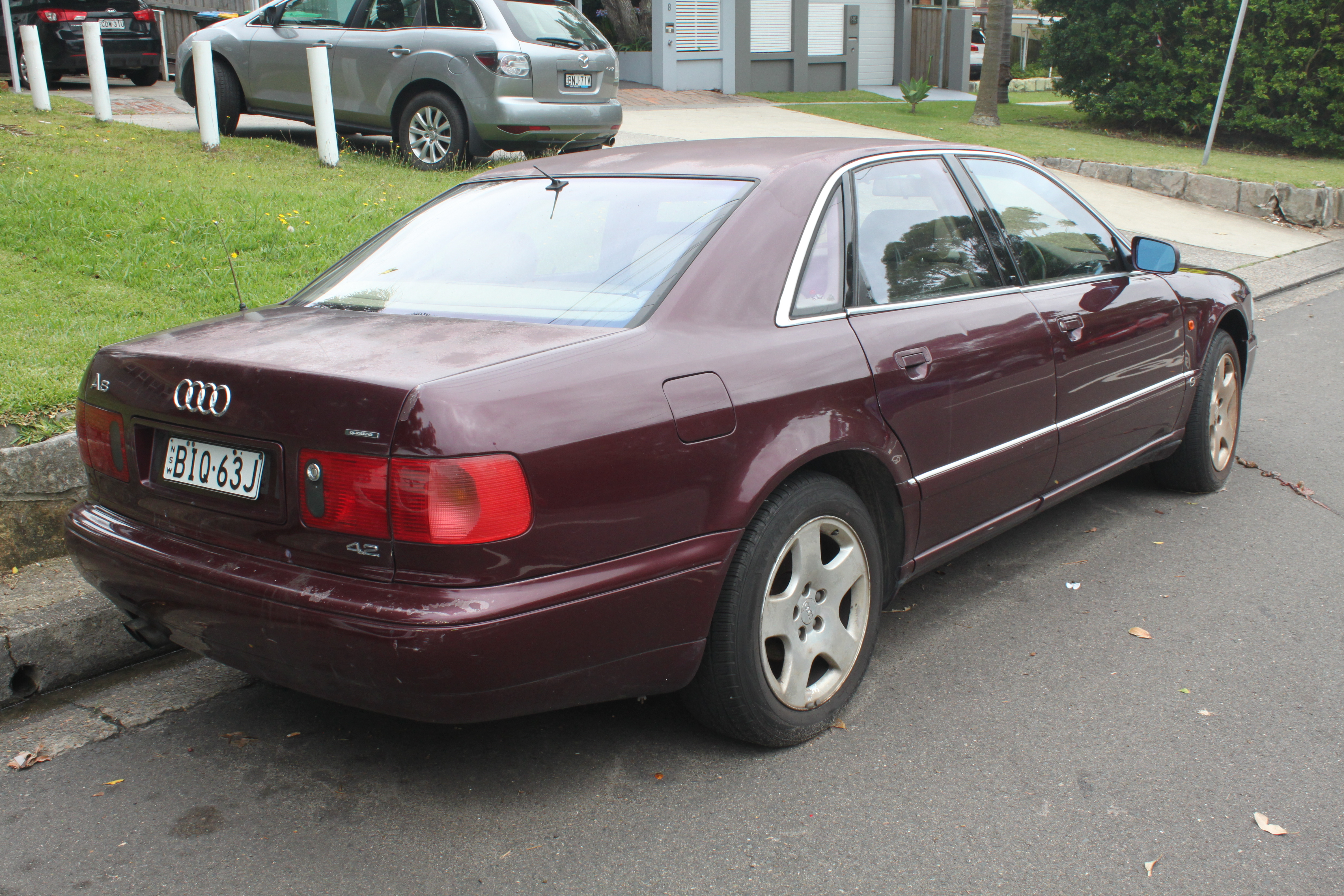
ما قبل شد الوجه أودي كواترو A8 4.2 .
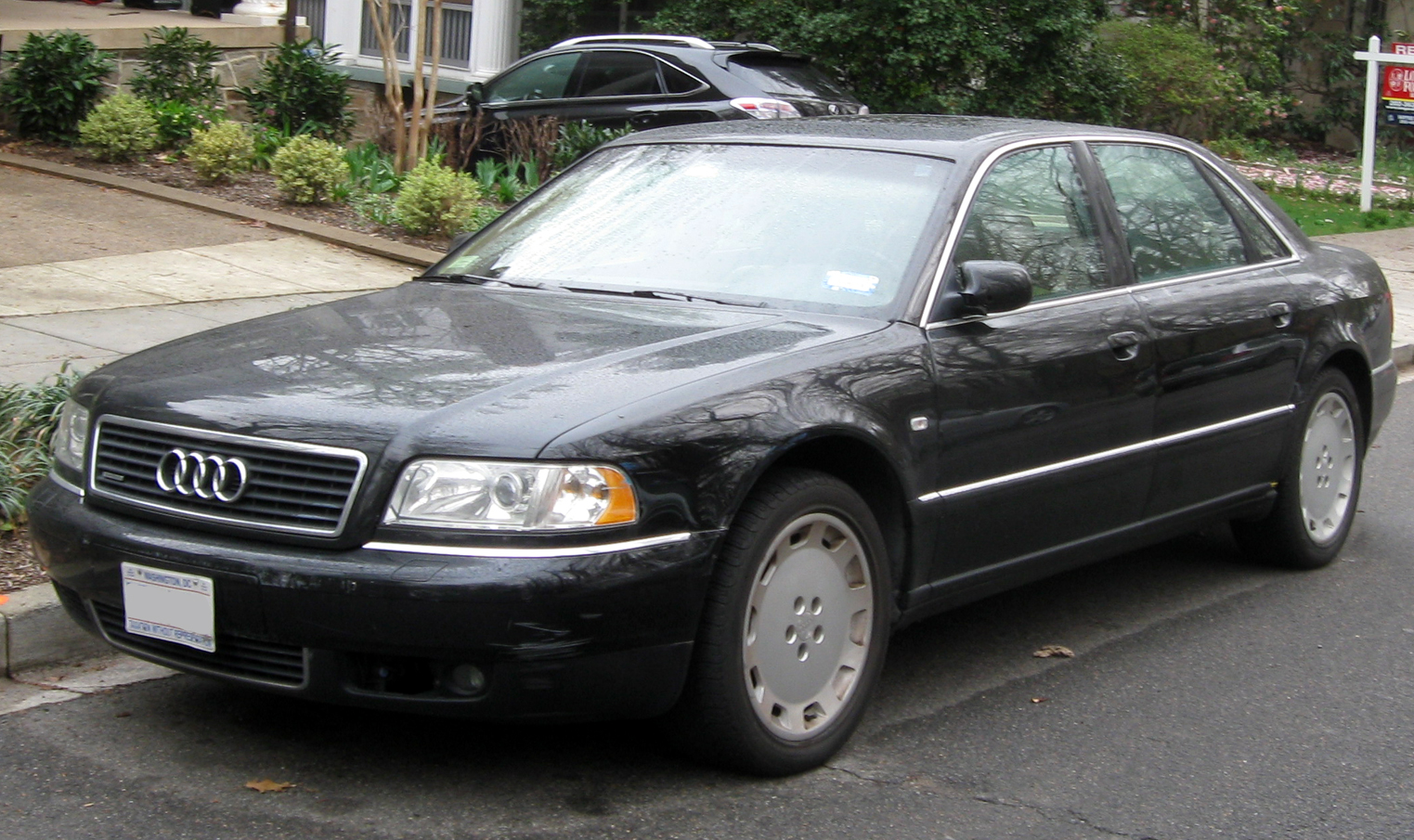
شد الوجه أودي كواترو A8 L 4.2 (الولايات المتحدة).
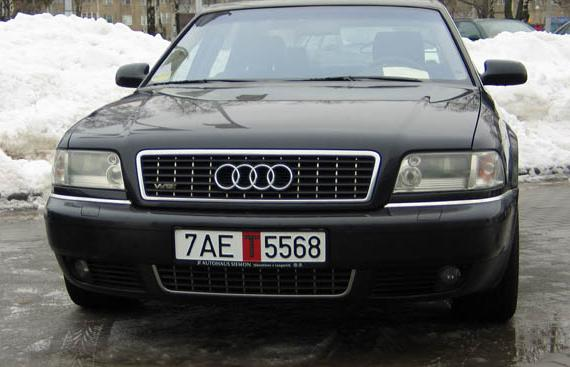
أول سلسلة إنتاج أودي بمحرك W12.

### كوبيه (نموذج أولي)
في عام 1997، قامت شركة IVM للسيارات في ميونيخ بألمانيا ببناء سيارة Audi A8 كوبيه ذات البابين. تم الكشف عن السيارة في معرض جنيف للسيارات عام 1997. تعاقدت أودي مع IVM لبناء النموذج الأولي، وكانت تفكر في إنتاج السيارة. تمتاز الكوبيه بهيكل من الألومنيوم معاد تصميمه، وهو أقصر من سيارة الصالون A8 المنتجة. مثل مرسيدس-بنز الفئة سي إل، لم يكن هناك عمود مركزي "B"، مما يمنح السيارة تصميمًا سلسًا مع خط سقف مائل تدريجيًا. تضمنت السيارة مقاعد جلدية مخصصة يمكن أن تتسع لأربعة أشخاص. في النهاية، قررت أودي عدم وضع سيارة A8 كوبيه في الإنتاج، مستشهدة بأرقام مبيعات أقل من المتوقع لسيارات BMW 8 Series (E31) و Mercedes-Benz S-Class كوبيه. تم صنع سيارة A8 كوبيه واحدة فقط. النموذج الأولي الفردي، المطلي بلون يسمى "Ming Blue pearl"، لا يزال ملكًا لشركة IVM Automotive، ويقيم في ميونيخ. كان آخر ظهور علني لها في عام 2002 في سلسلة من تجارب القيادة.

### إس 8
قدمت أودي كواترو S8 4.2 إلى السوق الأوروبية في عام 1996. وقد اتبعت إس 8 اصطلاح التسمية الخاص بطرازات أودي «إس» الأخرى عالية الأداء مثل أودي إيه 6 المشتقة من إس 6 وكانت مماثلة لنماذج مرسيدس بنز AMG. في بعض الأسواق مثل المملكة المتحدة، كان S8 متاحًا فقط مع ناقل حركة أوتوماتيكي. من الناحية الجمالية، ميزت أودي بين إس 8 وإيه 8 مع أغطية مرايا الأبواب المصنوعة من سبائك الألمنيوم الصلب، وخط حزام بتأثير الكروم وشبك أمامي سفلي، وأنابيب عادم مزدوجة مصقولة، إلى جانب شارات «إس 8» رقيقة. تم تجهيز المقاعد الأمامية الرياضية القابلة للتدفئة والقابلة للتعديل كهربائياً بـ 14 وضعًا مع وظيفة الذاكرة وكذلك المقاعد الخلفية المسخنة. كانت العجلات المعدنية القياسية من سبائك الألمنيوم المصبوب مقاس 18 بوصة بتصميم «أفوس» بستة أضلاع. بعد عملية شد الوجه عام 1999، أصبحت عجلات RS المصقولة ذات التسعة برامق قياس 20 بوصة خيارًا. في عام 2002، أصبحت عجلات RS مقاس 18 بوصة ذات التسعة أذرع خيارًا بدون تكلفة.
في نفس وقت شد الوجه في A8 في أواخر عام 1999، تلقى S8 نفس الترقيات التجميلية. كان هذا التحديث بمثابة علامة على إصدار S8 في سوق أمريكا الشمالية. انتهى إنتاج سلسلة D2 S8 في سبتمبر 2002.
تتميز سلسلة D2 S8 بمحرك V8 سعة 4.2 ليتر بقوة 250 كيلو واط (335 حصان) مع أربعة صمامات لكل أسطوانة. منذ أواخر عام 1999، زادت أودي هذا إلى خمسة صمامات لكل أسطوانة مع زيادة الطاقة إلى 265 كيلوواط (355 حصان) و430 نيوتن متر (317 رطل قدم). منذ إطلاقها في عام 1996، ظهرت موديلات السوق الأوروبية بشكل قياسي مع ناقل حركة يدوي بست سرعات. تم إصدار نسخة رياضية مُعاد ضبطها من ناقل الحركة الأوتوماتيكي تبترونك بخمس سرعات ZF 5HP24، والذي يتميز ببرنامج النقل الديناميكي (DSP) بعد عام وكان ناقل الحركة الوحيد المتاح في معظم الأسواق الأخرى.
تضمن نظام التعليق الرياضي المنخفض الذي يبلغ قطره 20 ملم (0.8 بوصة) معدل زنبرك أكثر صلابة بنسبة 30 في المائة و 40 في المائة أكثر لتخميد الضغط في ممتصات الصدمات. كما كان التوجيه المعزز المعزز بالقوة «المؤازر» الحساس للسرعة قياسيًا أيضًا.
تميزت الفرامل بنظام الفرامل المانعة للانغلاق (ABS) من بوش 5.3، مع توزيع قوة الفرامل الإلكترونية (EBD)، وعملت أقراص أمامية ذات تهوية شعاعية. اعتبارًا من عام 2002، أصبح برنامج الاستقرار الإلكتروني من Bosch 5.7 المطوّر هو الإعداد القياسي.

### محركات
| المحرك                    | المحرك    | المحرك | قوة عزم الدوران عند دورة في الدقيقة                | 0–100 km/h (0–62 mph) | السرعة القصوى        |
| الإزاحة                   | السنة     | النوع  | قوة عزم الدوران عند دورة في الدقيقة                | 0–100 km/h (0–62 mph) | السرعة القصوى        |
| ------------------------- | --------- | ------ | -------------------------------------------------- | --------------------- | -------------------- |
| 2.8 (2771 cc)             | 1994–2002 | V6     | 174 PS (128 كـو؛ 172 حصان); 250 ن·م (184 رطلق·قدم) | 9.1 ثانية             | 228 كم/س (142 ميل/س) |
| 2.8 (2771 cc)             | 1994–2002 | V6     | 193 PS (142 كـو؛ 190 حصان); 280 ن·م (207 رطلق·قدم) | 8.4 ثانية             | 236 كم/س (147 ميل/س) |
| 3.7 (3697 cc)             | TBC–1999  | V8     | 230 PS (169 كـو؛ 227 حصان); 315 ن·م (232 قدم·رطل)  | 8.7 ثانية             | 247 كم/س (153 ميل/س) |
| 3.7 (3697 cc)             | 1999–TBC  | V8     | 260 PS (191 كـو؛ 256 حصان); 350 ن·م (258 رطلق·قدم) | 7.8 ثانية             | 250 كم/س (155 ميل/س) |
| 4.2 كواترو (4172 cc)      | 1997–2002 | V8     | 300 PS (221 كـو؛ 296 حصان); 400 ن·م (295 رطلق·قدم) | 6.9 ثانية             | 250 كم/س (155 ميل/س) |
| 4.2 كواترو (4172 cc)      |           | V8     | 310 PS (228 كـو؛ 306 حصان); 410 ن·م (302 رطلق·قدم) | 6.5 ثانية             | 250 كم/س (155 ميل/س) |
| 4.2 كواترو (4172 cc) (S8) | 1996–1999 | V8     | 340 PS (250 كـو؛ 335 حصان); 420 ن·م (310 رطلق·قدم) | 5.6 ثانية             | 250 كم/س (155 ميل/س) |
| 4.2 كواترو (4172 cc) (S8) | 1999–2002 | V8     | 360 PS (265 كـو؛ 355 حصان); 430 ن·م (317 رطلق·قدم) | 5.4 ثانية             | 250 كم/س (155 ميل/س) |
| 6.0 (5998 cc) (A8 L)      | 2001–2002 | W12    | 420 PS (309 كـو؛ 414 حصان); 550 ن·م (406 رطلق·قدم) | 5.8 ثانية             | 250 كم/س (155 ميل/س) |
| 2.5 (2496 cc)             |           | V6 TDI | 150 PS (110 كـو؛ 148 حصان); 310 ن·م (229 رطلق·قدم) | 9.9 ثانية             | 220 كم/س (137 ميل/س) |
| 2.5 (2496 cc)             |           | V6 TDI | 180 PS (132 كـو؛ 178 حصان); 370 ن·م (273 رطلق·قدم) | 8.8 ثانية             | 227 كم/س (141 ميل/س) |
| 3.3 (3328 cc)             |           | V8 TDI | 225 PS (165 كـو؛ 222 حصان); 480 ن·م (354 رطلق·قدم) | 8.2 ثانية             | 242 كم/س (150 ميل/س) |

## الجيل الثاني (D3، النوع 4E ، 2002-2009)
تم الكشف عن الجيل الثاني من أودي نوع إيه8 (4E) المبني على منصة مجموعة فولكس فاجن D3 عبر بيان صحفي في يوليو 2002 وتم تقديمه في نوفمبر 2002 في أوروبا، وفي يونيو 2003 (موديل 2004) في الولايات المتحدة. كان الطراز أطول من الجيل السابق، مع مساحة تتسع لأربعة أو خمسة ركاب بالغين في المقصورة، اعتمادًا على تكوين المقعد الخلفي. بدأ برنامج تطوير D3 في عام 1996، مع بدء عملية التصميم في إنغولشتات في عام 1997. ساهم استوديو تصميم أودي بالكامل ومقره في إنغولشتات لأول مرة بمقترحات رسم، ظهرت منها العديد من الموضوعات المختلفة. تم تطوير ستة منهم إلى نماذج من الطين بالحجم الكامل وعملوا بطريقة تقليدية بجوار رسومات الشريط بالحجم الكامل. تم إنتاج ما لا يقل عن ثلاثة نماذج بمقياس ربع واحد لاستكشاف اختلافات التصميم الأخرى.
تم تخفيض نماذج الطين الخارجية الستة بالحجم الكامل إلى اثنين في أواخر عام 1998 واستمر صقلها بالتوازي لمدة عام. في نهاية عام 1999، تم اختيار الموضوع النهائي بواسطة ميكلوس كوفاكس وإمري هسنيك المصممين المساهمين الرئيسيين. كان وقت التطوير الطويل هذا يرجع جزئيًا إلى أن الجسم مصنوع من الألومنيوم، وهي مادة أقل قدرة على أخذ نصف قطر صغير لخطوط الميزات الحادة مثل تلك الموجودة على إيه 4 (جسم صلب) (B6) المصممة في عام 1998.
بالتوازي مع تطوير التصميم الخارجي، تم تطوير التصميم الداخلي بإجمالي أربعة موديلات بالحجم الكامل، وكان تصميم لوحة العدادات ذات الطابع الأفقي للسيارة الإنتاجية هو السائد منذ البداية، مع نوربرت شنايدر ومارك بيرجولد وإنزو روثفوس المصممين المساهمين الرئيسيين.
كان تجميع أدوات التحكم الرئيسية بالقرب من السائق للحصول على هوية أكثر تركيزًا على السائق مع خلق إحساس أكثر رحابة وجيدة التهوية من الأولويات المبكرة لفريق التصميم الداخلي الذي ترأسه يورغن ألبامونتي. تم تسهيل ذلك جزئيًا من خلال واجهة الوسائط المتعددة (MMI) التي صممها يورغن شرودر، والتي كانت رائدة في D3 A8 بعد معاينة سيارة أودي أفانتيسيمو النموذجية، وأيضًا من خلال الألوان الرائدة في فئتها والتطعيمات من باربرا كروميكي وميليندا جنكينز.
تحت إشراف داني جاراند، خلال النصف الأول من عام 2000، تم رقمنة النماذج الطينية الخارجية والداخلية وتطويرها باستخدام أدوات التصميم الرقمية بسعة داعمة وليست رائدة. تم تجميد تصميم الإنتاج النهائي D3 لاحقًا في صيف عام 2000 لبدء الإنتاج في أغسطس 2002.[بحاجة لمصدر]
تم معاينة أودي إيه 8 في معرض فرانكفورت للسيارات لعام 2001 بواسطة سيارة مفهوم أودي أفانتيسيمو. قدم هذا المفهوم الكثير من التكنولوجيا المتوفرة لاحقًا في سلسلة الإنتاج إيه 8 D3، بما في ذلك: واجهة الوسائط المتعددة، ناقل حركة أوتوماتيكي بـ 6 سرعات مع مجاديف نقل الحركة، محرك V8 biturbo (RS6)، نظام تعليق هوائي متكيف ذاتي الاستواء مع التحكم المستمر في التخميد، كهربائي مكابح المنتزه، مصابيح أمامية زينون ثنائية مع مصابيح منحنية أمامية متكيفة ثابتة (AFS)، لوحة العدادات، أنظمة تعريف السائق مع ماسح بصمات الأصابع.
كما هو الحال مع الإصدار السابق، يتم تقديم نوعين مختلفين من الهيكل من الجيل الثاني، إيه 8 (قياسي أو قاعدة عجلات قصيرة)، وقاعدة العجلات الطويلة (LWB) A8 L. يضيف A8 L 120 ملم (4.7 بوصة) إلى مساحة الأرجل الخلفية 11 ملم (0.43 بوصة) للارتفاع الكلي للسيارة.
بالنسبة لموديلات كواترو ذات الدفع الرباعي، ZF 6HP26-A61 (إصدار 6HP19 سعة عزم دوران أقل لطرازات 6 سلندر) ناقل حركة أوتوماتيكي بست سرعات مع «برنامج التحول الديناميكي» (DSP) ووضع «رياضي»، مع مجداف اختياري مثبت على عجلة القيادة -shifters ، هو عرض الإرسال الوحيد. يتم نقل الإخراج عبر نظام الدفع الرباعي من الجيل الرابع من أودي باستخدام الترس التفاضلي المركزي تورسين T-1 مع تقسيم عزم الدوران الافتراضي بنسبة 50:50 بين الأمام والخلف. إذا تغيرت ظروف الطريق، يستجيب الترس التفاضلي تورسي الميكانيكي البحت دون أي تأخير؛ يمكنه تحويل ما يصل إلى 70 بالمائة من الطاقة إلى المحاور الأمامية أو الخلفية.

### ابتكارات
- العرض الأول عالميًا لواجهة المستخدم متعددة الوسائط (MMI) داخل السيارة (على غرار BMW iDrive).
- شبكات بيانات الألياف الضوئية متعددة الإرسال عالية السرعة متعددة الإرسال (تربط عشرات المعالجات الدقيقة على قواعد بيانات مشتركة)، متكاملة مع MMI.
- أول سيارة أودي مزودة بمصابيح أمامية ثنائية زينون HID للضوء المنخفض والعالي.
- العرض العالمي الأول لمصابيح منحنية نظام الإضاءة الأمامية التكيفية الثابتة (AFS) (من هيلا).
- أول سيارة أودي مزودة بنظام تعليق هوائي متكيف رباعي العجلات والتحكم المستمر في التخميد (CDC) - (تعليق سكاي هوك).
- أول نظام ملاحة GPS من Audi مع خرائط DVD.
- أول سيارة أودي مع ناقل حركة أوتوماتيكي بست سرعات (تيبترونيك).
- أول أودي تتميز بنظام تحديد هوية السائق.

في عام 2005، أصبحت محركات الاحتراق الداخلي الجديدة متاحة. بالنسبة لعملاء السوق الأوروبية والآسيوية، تم استبدال محرك V6 بسعة 3.0 ليتر بوحدة جديدة سعة 3.2 لتر تتميز بالحقن الطبقي للوقود (FSI)، والتي تشاركها مع أودي بي7 إيه 4 وأودي سي 6 وإيه 6 . ظهر إصدار W12 الأفضل في ذلك العام. تتمثل ميزة تصميم محرك W12 في عبوته المدمجة، مما يسمح لأودي ببناء سيارة سيدان ذات 12 أسطوانة بنظام الدفع الرباعي، في حين أن محرك V12 التقليدي يمكن أن يكون له فقط تكوين دفع خلفي حيث لن يكون له مساحة في حجرة المحرك للتروس التفاضلية والمكونات الأخرى المطلوبة لتشغيل العجلات الأمامية. في الواقع، أودي W12 سعة 6.0 لترات أصغر قليلاً من حيث الأبعاد الكلية من محرك V8 سعة 4.2 لتر.
بالإضافة إلى قطارات الطاقة المضافة، أعادت أودي تصميم مجموعة منصة D3 A8 قليلاً في عام 2005، مما أعطى جميع المتغيرات شبكة أحادي الإطار أطول وأوسع شبه منحرف. كان إصدار W12 الأفضل في فئته بمحرك W12 هو أول طراز يتم تجهيزه بهذه الشبكة؛ تم تزويد الطرازات المزودة بمحرك V8 بالشبكة الجديدة في العام التالي.
قدم الجيل D3 A8 محرك V8 بسعة 4.2 لتر (315 حصان) مزود بشاحن توربيني (تم رفعه لاحقًا إلى 240 كيلو واط (322 حصانًا)). يستخدم المحرك شاحنين توربينيين ومبردين داخليين، حيث يعمل كل شاحن توربيني حصريًا لمجموعة واحدة من أربع أسطوانات. يمنح نظام التعليق الهوائي التكيفي خلوصًا للسيارة يتراوح من 120 مم إلى 145 مم في وضع الرفع ونزولاً إلى 95 مم في وضع الأوتوبان، والذي يتم تنشيطه تلقائيًا عندما تزيد السرعة عن 120 كم / ساعة (75 ميلاً في الساعة) يتم الاحتفاظ بها لأكثر من 30 ثانية.
في سبتمبر 2005، أصبحت أودي أول صانع سيارات يقدم خيار نظام الصوت آي سي إي باور بقدرة 1000 واط من 14 قناة من بانج &أولفسن.

### شد الوجه 2007
تشمل التغييرات:
- واجهة أمامية محدثة تتضمن شبكة أمامية مميزة بإطار كامل من أودي. تكميلًا لتصميم الأنف الواضح، ألقى المصممون مصابيح ضباب دائرية منخفضة، واختاروا أغطية مصابيح ضباب أكبر مستطيلة الشكل - تم دمج مجموعة من «مصابيح الرؤية الجانبية» في الهيكل؛ مساعدة السائقين في ظروف الإضاءة المنخفضة أو الرؤية السيئة عن طريق الإضاءة تلقائيًا حسب السرعة وزاوية التوجيه. تعمل مصابيح الرؤية الجانبية بشكل مستقل عن مصابيح الضباب.
- مجموعة مصابيح خلفية محدثة تتميز بمصابيح ليد أكثر سطوعًا وفعالية. لا تزال مصابيح الضباب الخلفية المزدوجة قياسية.

الميزات الاختيارية الجديدة:
- يمكن لنظام التحكم في التطواف التكيفي ذو السرعة الكاملة ACC Plus الآن الفرامل حتى التوقف
- نظام تحذير الاصطدام الأمامي الموجه بالرادار
- مساعد جانبي "يكتشف السيارات في النقاط العمياء في A8
- يساعد نظام المساعدة على الحارة عندما يحاول السائق تغيير الحارة دون الإشارة أولاً.

### كواترو سيكيورتي إيه 8 L W12

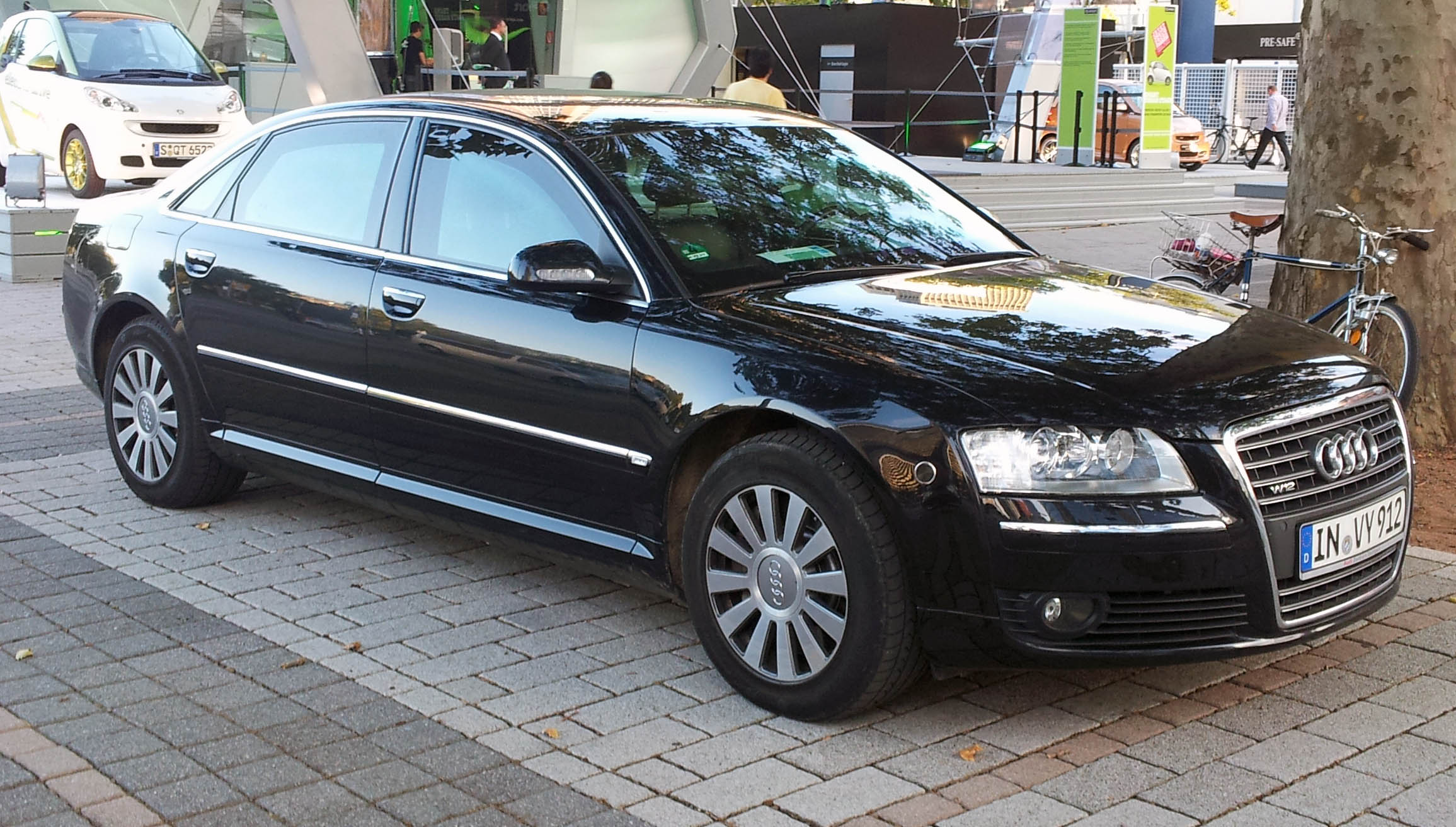
Armored A8

كواترو سيكيورتي إيه 8 L W12 هي مركبة مصفحة بتصنيفات باليستية B6 + و B7 (المعيار الأوروبي). يتضمن محرك W12 بقدرة 331 كيلو واط؛ 444 حصانًا (450 حصانًا) وعزم دوران 580 نيوتن متر (428 رطل قدم)، ونظام خروج للطوارئ يتميز بأبواب منفوخة للألعاب النارية، ونظام إطفاء حريق مع نفاثات رش موجودة في حجرة المحرك، أسفل الهيكل وفي أقواس العجلات شفاط الدخان في مقصورة الركاب، تشغيل إطارات مسطحة، نوافذ مقاومة
للرصاص، حزمة الحماية الكاملة بالإضافة إلى مصابيح LED في المرايا الخارجية. كما يتم تقديم تسهيلات للمشترين لإرسال سائقين في دورة تدريبية خاصة.
ظهرت سيارة A8L W12 على أنها سيارة البطل في سلسلة أفلام ترانسبورتر.

### كواترو إس8 5.2 FSI
تم الإعلان عن البديل الرياضي S8 عالي الأداء، والذي يسمى الآن «أودي كواترو إس8 5.2 FSI»، في الربع الأخير من عام 2005 وبدأ الإنتاج الكامل في يونيو 2006 وانتهى في سبتمبر 2009.

يتضمن S8 تفاصيل دقيقة لتمييزه عن A8 المرتبط به. ويحمل الشبك شبه المنحرف «أحادي الإطار» تفاصيل الدعامة العمودية المميزة «طراز S» من أودي والتي يتم إبرازها بلمسة نهائية من الكروم. تُعرض شارة "S8" في الأمام والخلف، بينما تُعرض شارات "V10" على كل جناح أمامي فوق مؤشرات التكرار الجانبي. يشتمل غطاء صندوق الأمتعة الخلفي على جناح خلفي رقيق، ويتم تشطيب الجزء الخلفي بأربعة أنابيب عادم بيضاوية مطلية بالكروم. تشمل المصابيح الأمامية المتكيفة زينون بلس التفريغ عالي الكثافة (HID) مصابيح دوران ثابتة، إلى جانب مصابيح انعطاف ديناميكية «دوارة». مصابيح التشغيل النهاري عبارة عن خمسة صمامات ثنائية باعثة للضوء (LED) مدمجة في عاكس مصمم بورق البرسيم، مدمج في مبيت المصابيح الأمامية الرئيسي.
تتميز الفئة D3 S8 بمحرك بنزين V10 بسعة 5.2 لتر مصنوع من سبائك الألمنيوم بالكامل بأربعة صمامات. غالبًا ما يُشار إلى هذا المحرك، وهو الأول من نوعه لشركة Audi ، بشكل غير صحيح على أنه مشتق من لامبورغيني غالاردو الأصلي سعة 5.0 لتر لامبرغينيV10. يعتمد محرك V10 سعة 5.2 لتر في S8 على محرك أودي 4.2 لتر V8 FSI. تخلت لامبورغيني لاحقًا عن محركها 5.0 لتر ومصدر محرك 5.2 لتر من أودي لجيلها الثاني غالاردو.

العرض الوحيد هو ناقل الحركة الأوتوماتيكي ZF 6HP26-A61 ذو الست سرعات الرياضي المُحسّن مع «برنامج النقل الديناميكي» (DSP) والوضع «الرياضي»، مع مفاتيح نقل 
الحركة المثبتة على عجلة القيادة. يتم نقل المخرجات عبر نظام الدفع الرباعي من الجيل الرابع من أودي كواترو، باستخدام الترس التفاضلي الديناميكي تورسين T-1 50:50 مبدئيًا، ومن عام 2007 لعام 2008، باستخدام ترس تفاضلي مركز ديناميكي غير متماثل تورسين T-3، مع توزيع عزم الدوران «الافتراضي» بنسبة 40 بالمائة للمحور الأمامي و 60 بالمائة للمحور الخلفي.
إذا تغيرت ظروف الطريق، يستجيب الترس التفاضلي الميكانيكي البحت دون أي تأخير؛ يمكنه تحويل ما يصل إلى 85 بالمائة من الطاقة إلى العجلات الخلفية، وما يصل إلى 65 بالمائة إلى العجلات الأمامية.
السرعة القصوى لسيارة إس 8 محدودة إلكترونيًا بـ 250 كم / ساعة (155 ميلاً في الساعة). تشير مطالبات أداء مصنع أودي إلى أن زمن التسارع من 0 إلى 100 كم / ساعة (0 إلى 62 ميلاً في الساعة) يبلغ 5.1 ثانية بينما يستهلك 98 رون بنزين خالي من الرصاص. تتمتع إس 8 بأداء مشابه لأداء أودي إيه 8 إل W12، على الرغم من أن W12 أغلى ثمناً، ولديها عزم دوران أكبر، ومبنية على قاعدة عجلات أطول. بالمقارنة مع أودي إيه 8 إل W12، تتمتع إس8 بميزات ميكانيكية رياضية مثل التعليق الأكثر حزماً والعجلات الأكبر والمكابح الخزفية. توفر قاعدة العجلات الأقصر والمحرك ذو 10 أسطوانات الوزن من أجل تحكم أفضل، ولكن عند 5.4 ثانية من 0 إلى 60 ميل في الساعة، يتتبع S8 W12.
يستخدم إس 8، مثله مثل A8 المرتبط به، نظام تعليق متعدد الوصلات أمامي وخلفي، مع نوابض هوائية مضغوطة. ومع ذلك، بالنسبة لـ إس 8، فإن معدلات الربيع والمخمد الفعالة أكثر ثباتًا بشكل ملحوظ، إلى جانب حوامل التعليق المعاد تصميمها.
يتكون نظام الفرامل من أقراص ذات تهوية شعاعية من جميع النواحي. يتم تثبيت الأقراص مع ملاقط مزدوجة المكبس مطلية باللون الأسود اللامع في المقدمة، وفرجار منزلق بمكبس واحد في الخلف، مقترن بفرامل انتظار كهربائية ميكانيكية. نظام Bosch ESP 5.7 (تمت ترقيته لاحقًا إلى ESP 8.0) نظام التحكم الإلكتروني بالثبات، مع نظام ABS، ومساعدة الفرامل، ونظام EBD يكمل نظام الفرامل. تتوفر مكابح اختيارية من كربيد السيليكون المقوى بألياف الكربون (C / SiC) من ألياف الكربون، والتي تستخدم أقراص SGL كربونية ذات تهوية شعاعية وعائمة، مع ملاقط من سبيكة بيريمبو أحادية الكتلة مطلية باللون الرمادي باللون الرمادي اثني عشر مكبسًا. تتكون العجلات المعدنية القياسية من عجلات معدنية مقاس 20 بوصة «تصميم S».

### إية إل8 سينسيتال إصدار محدود
إية إل8 سينسيتال إصدار محدود (奧迪 A8L 百年 限量 版) هو إصدار محدود (إجمالي 800 وحدة) من A8L 3.0 FSI معمالتي ترونيك وكواترو A8L 6.0 W12 للسوق الصينية، احتفالًا بالذكرى المائة لأودي. يشتمل على شبكة أمامية أفقية مطلية بالكروم (من كواترو A8L 6.0 W12)، وشعار معدني «في6» في الجزء العلوي الأيسر من شبكة مدخل الهواء (A8L 3.0 FSI)، ومصابيح ليد نهارية، وعجلة قيادة جلدية مُدفأة، عجلات من سبائك الألمنيوم المصقول قياس 19 بوصة و 12 شعاع، وعجلة قيادة مدفأة من الجلد الرمادي مع درزات باللون البيج، ونظام صوتي متطور من بانج & أولفسن، وحقيبة معدات الكانتارا، وقشرة من خشب آسام باللون الأحمر، وسجادة أرضية مع كسوة من الألومنيوم وشعار تذكاري معدني `` أودي '' الحصري على زخارف الأبواب الداخلية.
تم بيع السيارات في 18 أكتوبر 2009 كطراز سيارات عام 2010.

### متغيرات المحرك
| المحرك             | المحرك          | القوة، عزم الدوران عند دورة في الدقيقة                                   | 0-100 كم / ساعة (0-62 ميل في الساعة) | السرعة القصوي          |
| الإزاحة            | النوع           | القوة، عزم الدوران عند دورة في الدقيقة                                   | 0-100 كم / ساعة (0-62 ميل في الساعة) | السرعة القصوي          |
| ------------------ | --------------- | ------------------------------------------------------------------------ | ------------------------------------ | ---------------------- |
| 2.8 (2773 سم مكعب) | V6 FSI          | 210 حصان (154 كيلوواط، 207 حصان)؛ 280 نيوتن متر (207 رطل قدم) عند 3000   | 8.0 ثانية                            | 237 كم/س (147.3 ميل/س) |
| 3.0 (2976 سم مكعب) | V6              | 220 حصان (162 كيلوواط، 217 حصان)؛ 300 نيوتن متر (221 رطل قدم) عند 3200   | 7.9 ثانية                            | 241 كم/س (149.8 ميل/س) |
| 3.2 (3123 سم مكعب) | V6 FSI          | 256 حصان (188 كيلوواط، 252 حصان)؛ 330 نيوتن متر (243 رطل قدم) عند 3250   | 7.7 ثانية                            | 250 كم/س (155.3 ميل/س) |
| 3.7 (3697 سم مكعب) | V8              | 280 حصان (206 كيلوواط، 276 حصان)؛ 360 نيوتن متر (266 رطل قدم) عند 3750   | 7.3 ثانية                            | 250 كم/س (155.3 ميل/س) |
| 4.2 (4172 سم مكعب) | V8              | 334 حصانا (246 كيلوواط، 329 حصانا)؛ 430 نيوتن متر (317 رطل قدم) عند 3500 | 6.4 ثانية                            | 250 كم/س (155.3 ميل/س) |
| 4.2 (4172 سم مكعب) | V8 FSI          | 350 حصانا (257 كيلوواط، 345 حصانا)؛ 440 نيوتن متر (325 رطل قدم) عند 3500 | 6.1 ثانية                            | 250 كم/س (155.3 ميل/س) |
| 5.2 (5204 سم مكعب) | V10 FSI         | 450 حصانا (331 كيلوواط، 444 حصانا)؛ 540 نيوتن متر (398 رطل قدم) عند 3500 | 5.1 ثانية                            | 250 كم/س (155.3 ميل/س) |
| 6.0 (5998 سم مكعب) | W12             | 450 حصانا (331 كيلوواط، 444 حصانا)؛ 580 نيوتن متر (428 رطل قدم) عند 4700 | 5.1 ثانية                            | 250 كم/س (155.3 ميل/س) |
| 3.0 (2967 سم مكعب) | V6 TDI          | 233 حصانا (171 كيلوواط، 230 حصانا)؛ 450 نيوتن متر (332 رطل قدم) عند 3250 | 7.8 ثانية                            | 243 كم/س (151.0 ميل/س) |
| 3.0 (2967 سم مكعب) | V6 TDI (كواترو) | 250 حصان (184 كيلوواط، 247 حصان)؛ 550 نيوتن متر (406 رطل قدم) عند 3250   | 7.9 ثانية                            | 249 كم/س (154.7 ميل/س) |
| 4.0 (3937 سم مكعب) | V8 TDI          | 275 حصانا (202 كيلوواط، 271 حصانا)؛ 650 نيوتن متر (479 رطل قدم) عند 1800 | 6.7 ثانية                            | 250 كم/س (155.3 ميل/س) |
| 4.2 (4134 سم مكعب) | V8 TDI          | 326 حصانا (240 كيلوواط، 322 حصانا)؛ 650 نيوتن متر (479 رطل قدم) عند 1600 | 5.9 ثانية                            | 250 كم/س (155.3 ميل/س) |

## الجيل الثالث (D4، النوع 4H 2009-2017)
تم تقديم الجيل الثالث من أودي إيه8 في ميامي في 30 نوفمبر 2009. تم بناء الهيكل على منصة فولكس فاجن D4.

### الإصدار الأول

#### ميزات جديدة
التغييرات تشمل:
- مصابيح أمامية ليد كاملة مع تبديل أوتوماتيكي للضوء العالي أو ضوء أودي التكيفي (زينون) مع التحكم في نطاق المصباح المتغير.
- واجهة وسائط متعددة MMI محسّنة مع لوحة اللمس والتعرف على خط اليد للهاتف ونظام الملاحة، باستخدام نظام نفيديا تيجرا على شريحة لسرعة معالجة عالية جدًا.
- نظام صوت بانج & أولفسن اختياري بقدرة 1400 واط.
- أنظمة مساعدة السائق متصلة بالشبكة باستخدام تقنية فليكس راي.
- محرك الأقراص الثابتة للملاحة بنظام تحديد المواقع العالمي (GPS) مع رسومات كمبيوتر ثلاثية الأبعاد باستخدام برنامج جوجل إيرث.
- ينسق نظام الملاحة المدخلات إلى المصابيح الأمامية التكيفية وناقل الحركة والتحكم التكيفي في ثبات السرعة والتحكم الإلكتروني بالثبات.
- مساعد الرؤية الليلية بالأشعة تحت الحمراء مع التعرف على المشاة.
- إنترنت واسع النطاق مع UMTS 3G و نقطة اتصال WLAN.
- أول إنتاج أودي مع نظام تجنب الاصطدام: الاستشعار المسبق (على غرار مرسيدس بنز). يعمل الإصدار الكامل من النظام (Pre Sense Plus) على أربع مراحل في المرحلة الأولى، يوفر النظام تحذيرًا من وقوع حادث وشيك، بينما يتم تنشيط مصابيح التحذير من الخطر، ويتم إغلاق النوافذ الجانبية وفتحة السقف وشد أحزمة المقاعد الأمامية. في المرحلة الثانية، يتبع التحذير فرملة خفيفة، قوية بما يكفي لجذب انتباه السائق. تبدأ المرحلة الثالثة الكبح الجزئي المستقل بمعدل 3 م/ ث² (9.8 قدم / ث²). تعمل المرحلة الرابعة على إبطاء السيارة بمعدل 5 م/ ث 2 (16.4 قدم / ث²) متبوعًا بإبطاء تلقائي عند قوة الكبح الكاملة، تقريبًا نصف ثانية قبل التأثير المتوقع. تم تصميم نظام ثان يسمى (Pre Sense Rear) لتقليل عواقب الاصطدامات الخلفية. فتحة السقف والنوافذ مغلقة وأحزمة المقاعد معدة للصدمات. تم تحريك مقاعد الذاكرة الاختيارية للأمام لحماية ركاب السيارة. يستخدم النظام اندماج المستشعر مع رادار مزدوج وكاميرا أحادية. وتم تقديمه في عام 2010.

### إيه 8 (L) (-2010)
يعتمد الجيل الثالث من إيه 8  (L) (Typ 4H) على منصة MLB لمجموعة فولكس فاجن، لكنه يحتفظ بهيكل إطار أودي الفضائيA8 من الألومنيوم السابق، مما يجعله أخف سيارة دفع رباعي في الفخامة كاملة الحجم، مع إعطائها أيضًا أفضل اقتصاد في استهلاك الوقود في فئتها. يقسم نظام الدفع الرباعي quattro عزم الدوران مع انحياز افتراضي بنسبة 40 بالمائة للأمام و 60 بالمائة للخلف.
تم الكشف عن السيارة في معرض تصميم ميامي 2009 في 30 نوفمبر 2009،  تلاه 2010 معرض أمريكا الشمالية الدولي للسيارات.
تشمل الطرز المبكرة A8 4.2 FSI quattro (372PS) ،A8 3.0 TDI quattro (250PS) ،A8 4.2 TDI quattro (350PS) تمت إضافة A8 3.0 TDI (204PS) لاحقًا.
تشتمل خيارات محرك الاحتراق الداخلي الأولي على بنزين ذو حقن طبقي للوقود (FSI) سعة 4.2 لتر ومحرك ديزل V8 مزود بشاحن توربيني (TDI) بقوة 273 كيلو واط (366 حصان) و 258 كيلو واط (346 حصان) على التوالي سيتوفر لاحقًا محرك V6 TDI سعة 3.0 لتر بقوة 184 كيلو واط (247 حصان) أو 150 كيلو واط (201 حصان). تم توفير محرك W12 سعة 6.3 لتر فقط لطراز قاعدة العجلات الطويلة في عام 2010، ومقارنة بسابقه، فإنه يتميز بإزاحة أكبر وحقن مباشر للوقود. جميع المحركات مرتبطة بناقل الحركة الأوتوماتيكي ZF 8HP الجديد ثماني السرعات. على الرغم من أن سيارات أودي الأخرى مثل أودي إس4 2010 وأودي إيه7 2011 قد تحولت من 4.2 لتر V8 إلى 3.0 لتر سوبرتشارجد V6، احتفظت أودي إيه 8 بقوة إنتاجية أعلى 4.2 لتر V8 كمحرك أساسي لعامي 2011 و2012 في أمريكا الشمالية.
تم طرح الطرازات التايوانية للبيع في 11 نوفمبر 2010. وتشمل الطرازات المبكرة 3.0TFSI كواترو (290PS).

### إيه 8 (L) (2010-2017)
تم الكشف عن السيارة في معرض أوتو تشاينا 2010، تلاه معرض تايبيه للسيارات 2011 (  كواترو إيه8 L W12).
تم طرح الطرازات الألمانية للبيع في خريف عام 2010. تشمل الطرازات المبكرة 3.0 TFSI quattro (290PS) و 4.2 FSI quattro (372PS) و W12 6.3 FSI quattro (500PS) و 3.0 TDI quattro (250PS) و 4.2 TDI كواترو (350 حصانًا).
تم طرح الطرازات التايوانية للبيع في 11 نوفمبر 2010. وتشمل الطرازات المبكرة 3.0 TFSI quattro (290PS) و 4.2 FSI quattro (372PS). تمت إضافة  كواترو إيه 8إل W12 في عام 2011. تمت إضافة A8L 4.0 TFSI quattro في عام 2012.
تم طرح الطرازات الصينية للبيع في عام 2011. تشمل الطرازات المبكرة A8L 3.0 TFSI low quattro (289PS) و A8L 3.0 TFSI high quattro (333PS).

#### مفهوم الهجين إيه 8  (2010)
تشتمل السيارة التجريبية على محرك 2.0 TFSI بقوة 211 حصانًا (155 كيلوواط، 208 حصان) وعزم دوران 350 نيوتن متر (258.15 رطل قدم) عند 1500 إلى 4200 دورة في الدقيقة، محرك كهربائي على شكل قرص بقوة 45 حصان (33 كيلو واط)؛ 44 حصان) وعزم 211 نيوتن متر (155.63 رطل قدم)، وبطارية أيون اليثيوم، ومساحة للأمتعة تبلغ 400 لتر (14.13 قدمًا مكعبًا)، وعجلات مقاس 21 بوصة بإطارات 265/35، ولون جسم فضي بريزم مع أطياف لون مميز، حروف «هجينة» على كل من الحاجز الأمامي وعتبات الأبواب المضيئة بشارات «هجينة».
تم كشف النقاب عن السيارة في عام 2010 في معرض جنيف للسيارات.

### إيه 8 إل نموذج تطوير النطاق العريض طويل المدى (2011)
إنها نسخة من إيه 8 إل توضح تقنية النطاق العريض للتطور طويل المدى (LTE) من الجيل الرابع. تم تطوير اتصال النطاق العريض المتنقل للسيارة بالتعاون مع الكاتيل لوسنت، وهو عبارة عن تقنية الجيل الرابع ("4G") بسرعات نقل بيانات تصل إلى 100 ميجابيت / ثانية.
خلال معرض الإلكترونيات الاستهلاكية 2011 في لاس فيجاس، أعلن روبرت ستادلر، رئيس مجلس إدارة AUDI AG، أنه سيتم استخدام تقنية LTE في السيارات بحلول أوائل عام 2011. تم الكشف عن النموذج الأولي A8 L بعد أسابيع.

### إيه 8 إل سيكيورتي (2011 إلى الوقت الحاضر)
إيه 8 إل سيكيورتي هو نسخة مدرعة من إيه 8 إل مع معيار الحماية الباليستية من الفئة VR 7 (تم اختباره وفقًا لإرشادات BRV 2009)، ومقاومة الانفجارات ضد قنبلة يدوية عسكرية (تم اختباره وفقًا لإرشادات ERV 2010)، مع مناطق معينة من يتوافق التدريع مع معايير الفئة VR 9 و VR 10، وهي خلية أمان أساسية مصنوعة من الفولاذ المدرع المشكل على الساخن، ونسيج الأراميد، والسيراميك، والألمنيوم المخلوط الخاص والزجاج متعدد الطبقات؛ مواد واقية متداخلة في الوصلات، عتبات جانبية من الألمنيوم مع أقسام فولاذية صلبة، أرضية مصفحة من سبائك الألومنيوم، نوافذ جانبية، حاجب أمامي ونافذة خلفية مصنوعة من زجاج خاص مع طلاء بولي كربونات؛ فتاحات النوافذ الكهروميكانيكية الاختيارية، وميزة مساعدة الإغلاق تأتي بشكل قياسي للأبواب، وصندوق اتصالات في حجرة الأمتعة (أبواب خزفية خفيفة، وإطار من الألومنيوم)، وبطارية اختيارية، وحماية خزان الوقود، ونظام اتصال ثنائي الاتجاه مع مكبر صوت في إطار أحادي شبكة وميكروفونات للكابينة والخارجية، ونظام خروج للطوارئ مزود بمسامير فصل نارية في المفصلات، ونظام مطفأة حريق، ونظام هواء نقي للطوارئ مع خراطيش أكسجين، ومستخرج دخان لمقصورة الركاب، ونظام إشارات ليد لسفر القوافل، الأضواء الساطعة، صفارة الإنذار، التحضير لأنظمة الراديو المحمولة الاحترافية، حامل العلم، هاتف مثبت بشكل دائم، مسجل بيانات الحوادث، كاميرا خلفية إضافية وزجاج أمامي مدفأ بالإضافة إلى نوافذ جانبية مدفأة جزئيًا، نظام تحكم مناخي رباعي المناطق مع مؤين لتنشيط الهواء، وستائر خلفية كهربائية، ونظام الصوت المحيطي بوس الرنان وموالف تلفزيون، خلفي هما بوصتان مقاعد فردية قابلة للتعديل كهربائياً، مقاعد أمامية مريحة مع تدفئة ووظائف تدليك وتهوية اختيارية، حزمة قياسية من الجلد الكامل، مقعد استرخاء اختياري (مقعد خلفي يمين قابل للتعديل مع مسند قدم قابل للتعديل كهربائياً، تدفئة وتدليك)، وحدة تحكم مركزية اختيارية مع مقصورات تخزين كبيرة ونظام ترفيه للمقاعد الخلفية مع شاشتين مقاس 10.2 بوصة، وطاولة اختيارية قابلة للطي، وثلاجة اختيارية، وسخان انتظار اختياري للسيارة، وهاتف سيارة يعمل بالبلوتوث، ووحدة UMTS مدمجة، وسماعات هاتف منفصلة اختيارية، وعجلات مطروقة مقاس 19 بوصة تتميز بدرجتين شبه مصقولة النهاية، 255/720 إطارًا بمؤشر حمولة مرتفع يبلغ 117، حلقات تركيبية على الحافات، إطار احتياطي كامل الحجم اختياري.
يشتمل الطراز الأول على محرك W12 بقدرة 368 كيلو واط؛ 493 حصان (500 حصان) وعزم دوران 625 نيوتن متر (461 رطل قدم). بدأت عمليات التسليم في أواخر صيف 2011. تم طرح نموذج محرك إضافي مع كفاءة وقود محسّنة للبيع في عام 2012.
تم الكشف عن السيارة في معرض جنيف للسيارات 2011.
بدأت عمليات التسليم في أواخر صيف 2011.

### إيه 8 الهجين (2012 إلى الوقت الحاضر)
يتضمن إصدار الإنتاج محركًا كهربائيًا بقدرة 40 كيلو واط؛ 53 حصانًا (54 حصانًا) وعزم دوران 210 نيوتن متر (155 رطل قدم)، وبطارية ليثيوم أيون 1.25 كيلو واط في الساعة، وعجلات من سبائك الألمنيوم مقاس 18 بوصة 10 شعاعات بتصميم شفرات التوربينات (اختياري 19 بوصة)، وشارات هجينة، معدنية تشطيب الطلاء (لون هيكل فضي القطب الشمالي اختياري)، تكييف هواء أوتوماتيكي ثلاثي المناطق، مصابيح أمامية ليد، ونظام صوت بي لأو إس إي. يتوفر الوضع الكهربائي الخالص إما لسرعة قصوى تبلغ 100 كم / ساعة (62 ميلاً في الساعة) أو لما يصل إلى 3 كم (2 ميل) بسرعة ثابتة تبلغ 60 كم / ساعة (37 ميلاً في الساعة). تم طرحه للبيع في عام 2012. تم الكشف عن السيارة في معرض فرانكفورت للسيارات 2011.

### اA8 L W12 مفهوم أودي الحصري
إنها نسخة محدودة (50 وحدة) من A8 L W12 مع مقاعد منجدة بجلد بلون الكونياك من بولترونا فراو، حشوات مصنوعة من خشب الزيتون الطبيعي، قشرة رمادية-بنية فاتحة، حواف عتبات مع حروف «مفهوم أودي الحصري»، السجاد الوبر العميق. تم الكشف عن السيارة في معرض فرانكفورت للسيارات 2011.

### إيه 8 إل هجين
تم الكشف عن نسخة قاعدة العجلات الطويلة من سيارة A8 الهجينة في عام 2010 في معرض بكين للسيارات.

### إس8 4.0 TFSI كواترو (2012-2015)
تم طرح سلسلة أودي إس 8 .4  D4 كواترو TFSI للبيع في عام 2012. واستند D4 S8 على منصة A8، التي تعتبر في أمريكا «قاعدة العجلات القصيرة» بالمقارنة مع A8L. مثل التكرار السابق، فإن تكلفة D4 S8 أقل من A8 L W12.
يمكن لـ S8 التسارع من 0 إلى 100 كم / ساعة (0 إلى 62 ميل في الساعة) في 4.2 ثانية. يتم تشغيله بواسطة محرك TFSI biturbo V8 سعة 4.0 لتر بقوة 382 كيلو واط (512 حصان). يستخدم المحرك إلغاء تنشيط الأسطوانة بحيث يمكن تشغيله كمحرك V4 لتحسين الاقتصاد في استهلاك الوقود. تتم مشاركة محرك S8 مع بنتلي كونتيننتال جي تي ، في حين أن البديل غير المعزول للمحرك يولد 420 حصانًا وهو موجود في 2013 أودي S6 وأودي S7 وأودي A8. المنافسون المباشرون هم BMW Alpina B7 و Mercedes-Benz S63 AMG ، والتي لديها أيضًا محركات توربو V8.
تم الكشف عن السيارة في معرض فرانكفورت للسيارات 2011، وتم طرحها للبيع في ربيع عام 2012.
طُرحت النماذج التايوانية للبيع في عام 2013.
تم إيقاف إس8 في الولايات المتحدة الأمريكية، ليحل محلها إس 8 بلس لأحدث نسخة من هذا الجيل قبل عملية شد الوجه في 2018. في أجزاء أخرى من العالم، كان للعملاء الاختيار بين الخيارين.

### إس8 بلس 4.0 TFSI كواترو (2016-2018)
استنادًا إلى نفس الهيكل والأسس مثل إس8 4دي، أصبح إس 8 4دي بلس الخيار الوحيد لطلب S8-variant من خط أودي إية 8 في الولايات المتحدة، في عامي 2016 و2017. تم الاتصال بـ إس8 بلس حتى 605 حصان (451 كيلوواط) من نفس المحرك مثل إس8 السابق، من خلال إعادة تعيين دفعة التوربو وتسليم الوقود للمحرك. بالإضافة إلى ذلك، يعتبر نظام الكبح من السيراميك الكربوني قياسيًا في إس 8 بلس في بعض الأسواق. كانت الغالبية العظمى من الخيارات على 8 بلس متطابقة مع إس8 السابقة؛ ومع ذلك، كانت المصابيح الخلفية مظلمة بشكل قياسي، وخيار لإضافة عناصر تصميم من ألياف الكربون مثل أغطية المرآة، وجناح الشفة الخلفي، والناشر الخلفي، والشفة الأمامية. كان لدى الأسواق المختلفة حزم قياسية مختلفة تجمع بين عناصر حزمة الكربون الخارجية والحزمة الديناميكية وحزمة التصميم الداخلي. من شأن تصميم  8 بلس عالي الخيارات أن يفوق سعر الطراز الأعلى اسمياً A8 L W12 الذي توقف إنتاجه بعد عام 2018. على عكس إس8 العادي الذي تم بناؤه بواسطة أودي على خط التجميع العادي جنبًا إلى جنب مع متغيرات إية 8 الأخرى، تم بناء  8 بلس بواسطة أودي الرياضية (المعروف سابقًا باسم كواترو GmbH) ولديه رقم VIN يبدأ بـ WUA لتحديده.
| الموديل                                   | السنين              | النوع                                                    | القوة في دورة في الدقيقة                            | عزم الدوران في الدقيقة                                                                | التسارع من 0 إلى 100 كم / ساعة (62 ميل / ساعة) (ثانية) | السرعة القصوي                              |
| ----------------------------------------- | ------------------- | -------------------------------------------------------- | --------------------------------------------------- | ------------------------------------------------------------------------------------- | ------------------------------------------------------ | ------------------------------------------ |
| إيه 8 هجين إل 2.0 TFSI                    | 2012–2018           | 1،984 سم مكعب (121.1 قدم مكعب) I4 توربو                  | 211 حصان (155 كيلوواط ، 208 حصان) في TBC            | 350 نيوتن متر (258.15 رطل قدم) عند 1500-4200                                          | 7.7                                                    | 235 كم / ساعة (146.0 ميل / ساعة)           |
| إيه 8 هجين إل 2.0 TFSI                    | 2012–2018           | محرك كهربائي ، بطارية ليثيوم أيون 1.3 كيلو وات في الساعة | 54 حصان (40 كيلوواط ، 53 حصان) في TBC               | 210 نيوتن متر (154.89 رطل قدم) في TBC                                                 | 7.7                                                    | 235 كم / ساعة (146.0 ميل / ساعة)           |
| إيه 8 هجين إل 2.0 TFSI                    | 2012–2018           | مشترك                                                    | 245 حصانًا (180 كيلوواط ، 242 حصانًا) في TBC          | 480 نيوتن متر (354.03 رطل قدم) عند TBC                                                | 7.7                                                    | 235 كم / ساعة (146.0 ميل / ساعة)           |
| إيه 8 كواترو إل 3.0 TFSI (290PS)          | 2010–2018           | 2995 سم مكعب (182.8 متر مكعب) V6 سوبر تشارج              | 290 حصان (213 كيلوواط ، 286 حصان) بسرعة 4850-6500   | 420 نيوتن متر (310 رطل قدم) عند 2،500-4،850                                           | 6.1 / 6.2                                              | 250 كم/س (155.3 ميل/س)                     |
| إيه 8 كواترو إل3.0 TFSI )(333PS           | 2012–2018           | 2995 سم مكعب (182.8 متر مكعب) V6 سوبر تشارج              | 333 حصانا (245 كيلوواط ، 328 حصان) بسرعة 5500-6500  | 440 نيوتن متر (325 رطل قدم) عند 2900-5300                                             | 5.5                                                    | 250 كم/س (155.3 ميل/س) (محدد)              |
| إيه 8 كواترو إل 4.0 TFSI                  | 2012–2013 2014–2018 | 3،991 سم مكعب (243.5 بوصة مكعبة) V8 توربو مزدوج          | 420 حصان (309 كيلوواط ، 414 حصان) عند 5000          | 600 نيوتن متر (443 رطل قدم) عند 1500                                                  | 4.5 / 4,6                                              | 250 كم/س (155.3 ميل/س) (محدد)              |
| إيه 8 إل كواترو 4.0 TFSI                  | 2012–2013 2014–2018 | 3،993 سم مكعب (243.7 قدم مكعب) محرك V8 مزدوج التوربو     | 435 حصانا (320 كيلوواط ، 429 حصانا) بسرعة 5000      | 600 ن·م (443 قدم·رطل) at 1,500–4,500                                                  | 4.5 / 4.6                                              | 250 كم/س (155.3 ميل/س) (محدد)              |
| إيه 8 كواترو إل 4.2 FSI                   | 2010–2012           | 4،163 سم مكعب (254.0 قدم مكعب)                           | 372 حصانا (274 كيلوواط ، 367 حصانا) بسرعة 6800      | 600 نيوتن متر (443 رطل قدم) عند 1500-4500                                             | 5.7                                                    | 250 كم/س (155.3 ميل/س) (محدد)              |
| إيه 8 كواترو إل 6.3 W12                   | 2010–2018           | 6299 سم مكعب (384.4 بوصة مكعبة)                          | 500 حصان (368 كيلوواط ، 493 حصان) بسرعة 6200        | 445 نيوتن متر (328 رطل قدم) عند 3500 625 نيوتن متر (461 رطل قدم) عند 3250 (2010-2011) | 4.9 (2010) 4.7 (2011 – )                               | 250 كم/س (155.3 ميل/س) (محدد)              |
| إيه 8 كواترو إل 6.3 W12 (أمريكا الجنوبية) | 2010–2018           | 6299 سم مكعب (384.4 بوصة مكعبة)                          | 500 حصان (368 كيلوواط ، 493 حصان) بسرعة 6200        | 628 نيوتن متر (463 رطل قدم) عند 4،750 (2012–)                                         | 4.4 (2012 –)                                           | 250 كم/س (155.3 ميل/س) (محدد)              |
| إيه 8 كواترو إل سيكيورتي 6.3 W12          | 2011–2018           | 6299 سم مكعب (384.4 بوصة مكعبة)                          | 500 حصان (368 كيلوواط ، 493 حصان)                   | 625 ن·م (461 قدم·رطل) at 4,750                                                        | 7.3                                                    | 210 كم / ساعة (130.5 ميل / ساعة)           |
| إس 8 كواترو 4.0 TFSI                      | 2012–2018           | 3،993 سم مكعب (243.7 قدم مكعب) محرك V8 مزدوج التوربو     | 520 حصانا (382 كيلوواط ، 513 حصان) بسرعة 6000       | 650 نيوتن متر (479 رطل قدم) عند 1700-5500                                             | 4.2                                                    | 250 كم/س (155.3 ميل/س) (محدد)              |
| إس 8 بلس كواترو4.0 TFSI                   | 2016–2018           | 3،993 سم مكعب (243.7 قدم مكعب) محرك V8 مزدوج التوربو     | 605 حصانا (445 كيلوواط ، 597 حصانا) عند 6،100-6،800 | 700 نيوتن متر (516 رطل قدم) عند 1750-6000                                             | 3.8                                                    | 305 كم / ساعة (189.5 ميل في الساعة) (محدد) |

| الموديل                                   | السنين    | النوع                            | القوة في دورة في الدقيقة                 | عزم الدوران عند دورة في الدقيقة      | العجلة من 0 إلى 100 كم / ساعة (62 ميل / ساعة) (ثانية) | السرعة القصوي                    |
| ----------------------------------------- | --------- | -------------------------------- | ---------------------------------------- | ------------------------------------ | ----------------------------------------------------- | -------------------------------- |
| إيه8 3.0 TDI (204PS)                      | 2011–2018 | 2,967 سم3 (181.1 بوصة3) V6 turbo | 204 PS (150 كـو؛ 201 bhp) at 3,750–4,500 | 400 ن·م (295 قدم·رطل) at 1,250–3,500 | 8.0                                                   | 235 كم/س (146.0 ميل/س)           |
| إيه 8 إل كواترو 3.0 TDI (250PS)           | 2010–2018 | 2,967 سم3 (181.1 بوصة3) V6 turbo | 250 PS (184 كـو؛ 247 bhp) at 4,000–4,500 | 550 ن·م (406 قدم·رطل) at 1500–3000   | 6.1/6.2                                               | 250 كم/س (155.3 ميل/س) (limited) |
| إيه 8 إل كلين ديسل كواترو 3.0 TDI (250PS) | 2010–2019 | 2,967 سم3 (181.1 بوصة3) V6 turbo | 250 PS (184 كـو؛ 247 bhp) at 4,000–4,500 | 550 ن·م (406 قدم·رطل) at 1,500–3,000 | 6.1/6.2                                               | 250 كم/س (155.3 ميل/س) (limited) |
| إيه 8 إل كواترو 4.2 TDI                   | 2010–2018 | 4,134 سم3 (252.3 بوصة3) V8 turbo | 350 PS (257 كـو؛ 345 bhp) at 4,000       | 800 ن·م (590 قدم·رطل) at 1,750–2,750 | 5.5/5.6                                               | 250 كم/س (155.3 ميل/س) (limited) |

### التسويق
كجزء من إطلاق أودي إيه 8 في تايوان، قامت أودي ببناء جناح أوديفي منطقة شين يي، مع دعوة توم ديكسون لحضور حفل الإطلاق. تم عرض الأعمال الفنية لـ يو تشنغ تشو و تشون تين دبوس مع إيه 8.
- تم استخدام أودي إيه 8 كواترو  3.0 TFSI  (290PS) في الناقل: سلسلة أفلام.
- تم استخدام أودي إيه 8 في المنتقمون: عصر ألترون.
- تم استخدام أودي إيه 8 في الرجل العنكبوت: العودة للوطن.

## أودي إيه 8 إل دبليو12 كواترو
- أودي إيه 8 إل دبليو12 كواترو تتمتّع (إيه 8 إل) بهيكل خارجيّ مصنوع من الألومنيوم بالاعتماد على مبادئ هيكل (أودي) الفراغي، ولذلك فهي أقلّ وزناً بـ40% من أي هيكل فولاذيّ مشابه. محرّكها (إف إس آي) ذو الـ12 اسطوانة سعة 6.3 لتر يتمتّع بقوّة 500 حصان ويولّد عزم الدوران الأقصى البالغ 625 نيوتن/م عند سرعة دوران تبلغ 3,250 دورة في الدقيقة. ممّا يمنح مركبة (أودي إيه 8) الطويلة الأداء الذي تتوقعه من مركبة رياضية، فينطلق بها من سرعة 0 إلى 100 كم/س في 4,9 ثانية ويصل بسهولة إلى سرعتها القصوى المحدودة إلكترونياً والبالغة 250 كم/س.

## روابط خارجية
- الموقع الرسمي لأودي
- معلومات عن طراز إيه 8 الجديد